# 科拉涅河畔堡
科拉涅河畔堡（法語：Bourgs-sur-Colagne，法語發音：[buʁ syʁ kɔlaɲ]），法国南部城市，奥克西塔尼大区洛泽尔省的一个市镇，隶属于芒德区，其市镇面积为19.3平方公里，2022年1月1日时人口数量为2,077人，在法国城市中排名第5,052位。
科拉涅河畔堡位于洛泽尔省西部，成立于2016年1月1日，由勒莫纳斯捷-潘莫列斯和希拉克两个市镇合并而成，是一个区域性的中心城市和交通枢纽。

## 地名来源
“堡”（Bourg）一名本意为“集镇”，此处使用复数是因为该地由历史上的多个不同集镇组合而成。

## 历史
科拉涅河畔堡成立于2016年1月1日，由勒莫纳斯捷-潘莫列斯和希拉克两个市镇合并而成，其中勒莫纳斯捷-潘莫列斯为政府驻地。
勒莫纳斯捷-潘莫列斯成立于1974年3月1日，由勒莫纳斯捷和潘莫列斯两个市镇合并而成，其中“勒莫纳斯捷”意为“修道院”，该名称来源于公元11世纪时此地修建的希拉克圣索沃尔修道院（Monastère Saint-Sauveur-de-Chirac）。烏爾巴諾五世曾在此度过了其青年时光。法国大革命后，科拉涅河畔堡成为洛泽尔省的一个市镇，工业革命期间，两条铁路线在此交汇，使得勒莫纳斯捷火车站一度成为这一地区的铁路枢纽。
潘莫列斯和希拉克则长期为普通村落。其中希拉克与法国前总理雅克·希拉克同名，2019年9月其逝世后，一些游客专程前往此地纪念，但事实上两者并无实际联系，雅克·希拉克一生中从未到访过此地。

## 地理
科拉涅河畔堡位于法国南部，奥克西塔尼大区东北部和洛泽尔省西部，距离省会芒德大约28公里。与科拉涅河畔堡接壤的市镇包括：莱萨尔斯、昂特雷纳、马尔沃若勒、帕耶尔、圣博内德希拉克、圣洛朗德米雷、莱萨莱勒、拉卡努尔格、圣日耳曼迪泰伊。

### 地形
科拉涅河畔堡位于法国中央高原腹地，境内地势复杂，镇中心及居民区多分布于河谷之中，全境海拔在570到1,053米之间。

### 水文
科拉涅河自北向南流经境内，该河是洛特河的一条支流，属于加龙河水系。

### 植被
科拉涅河畔堡属于温带落叶林区，林地广泛分布于科拉涅河两岸及附近的山坡上。

### 气候
科拉涅河畔堡在柯本气候分类法中属于山地气候。

## 行政区划
科拉涅河畔堡是法国奧克西塔尼大區洛泽尔省的一个市镇，编号为48099。科拉涅河畔堡隶属于芒德区和热沃当市镇公共社区，管理科拉涅河畔堡县（2020年3月以前称为“希拉克县”）。
法国国家统计与经济研究所（简称）在进行数据统计时，未将科拉涅河畔堡划入任何城市核心区（Unité urbaine）及城市区（Aire urbaine），并将科拉涅河畔堡整体划为一个“块区”（IRIS）。

## 交通

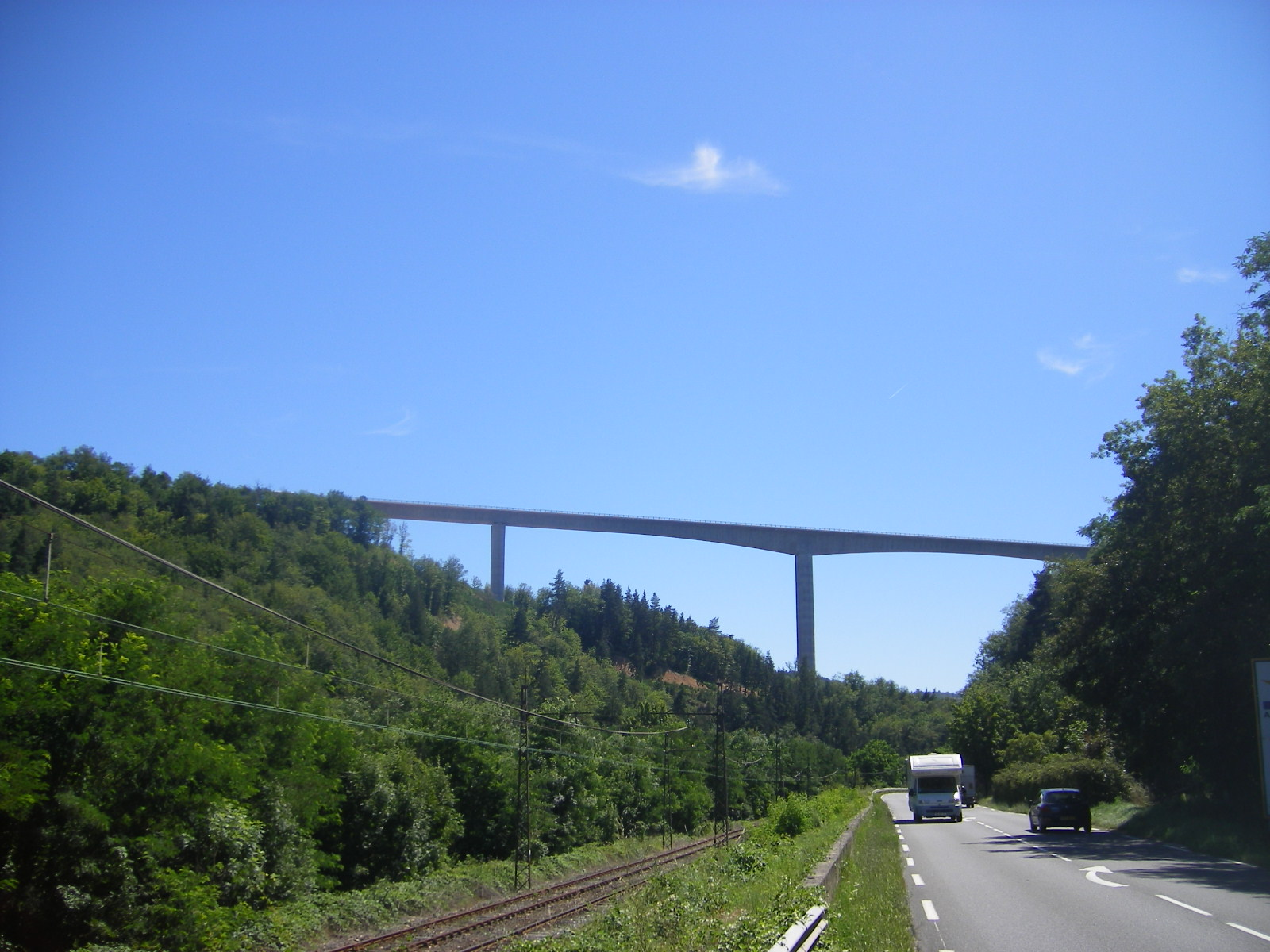
科拉涅河高架桥（上方为国道N88线）和下方的铁路

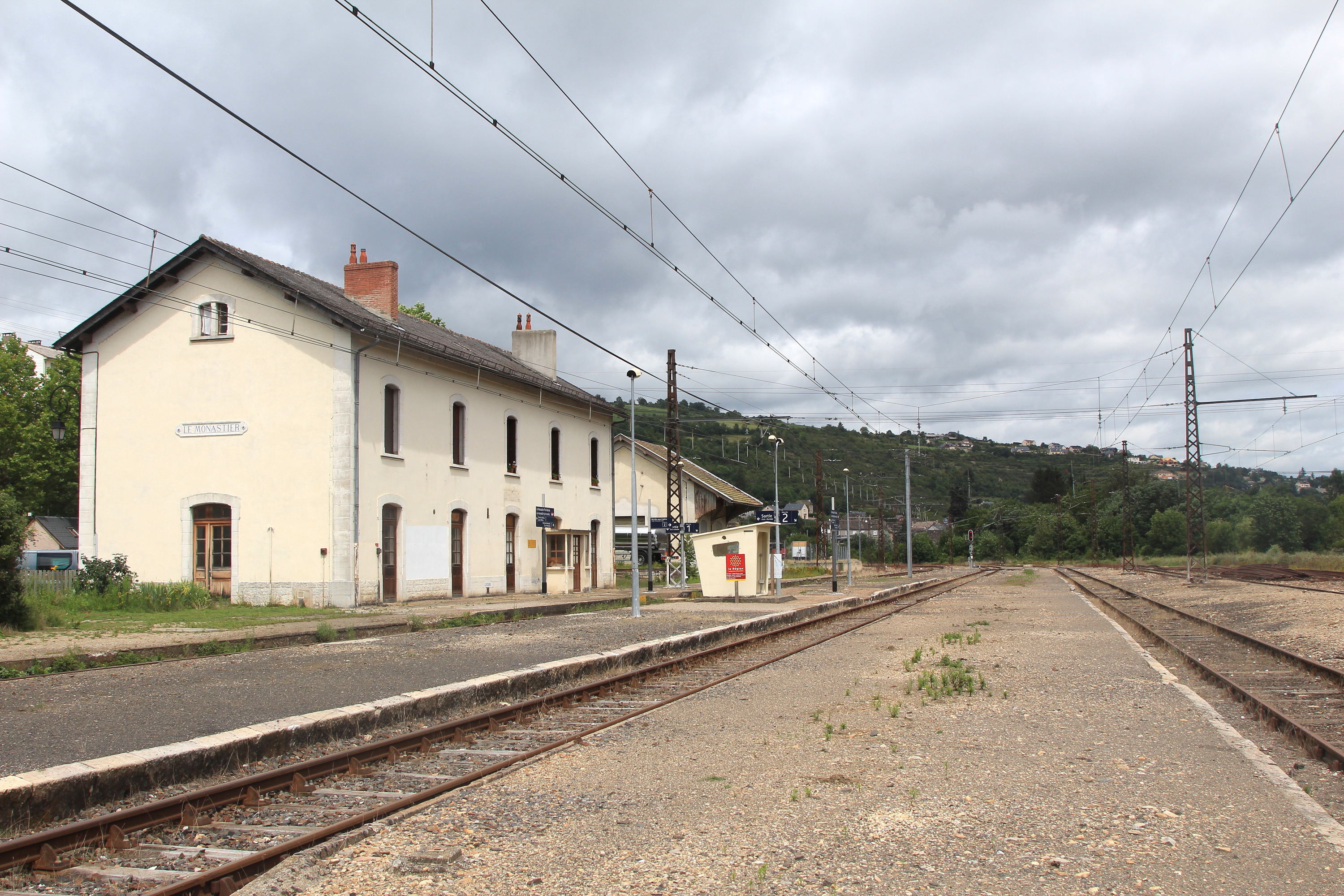
勒莫纳斯捷站

### 公路
A75高速公路从科拉涅河畔堡西侧经过，通过39号出入口与市区相连；此外法国国道N88线和多条洛泽尔省省道在科拉涅河畔堡境内交汇，奥克西塔尼大区下属的城际客运提供克莱蒙费朗—圣弗卢尔—芒德一线的巴士线路。
2017年，72.9%的科拉涅河畔堡家庭拥有至少一辆的私人汽车。同年，科拉涅河畔堡境内共发生各类交通事故2起，造成3人受伤。

### 铁路
科拉涅河畔堡位于贝济耶－讷萨格铁路和莫纳斯捷－拉巴斯蒂德-圣洛朗莱班铁路的交汇处，是一个区域性的铁路枢纽。勒莫纳斯捷站和希拉克站分别位于市镇范围的南部和中部，停靠往返于圣谢利达普谢和贝济耶一线的区域列车，少量班次可前往省会芒德。

### 航空
距离科拉涅河畔堡最近的民用航空站为罗德兹机场，距离科拉涅河畔堡市中心的公路里程约89公里。

### 城市公共交通
科拉涅河畔堡暂无城市公共交通系统。

## 政治

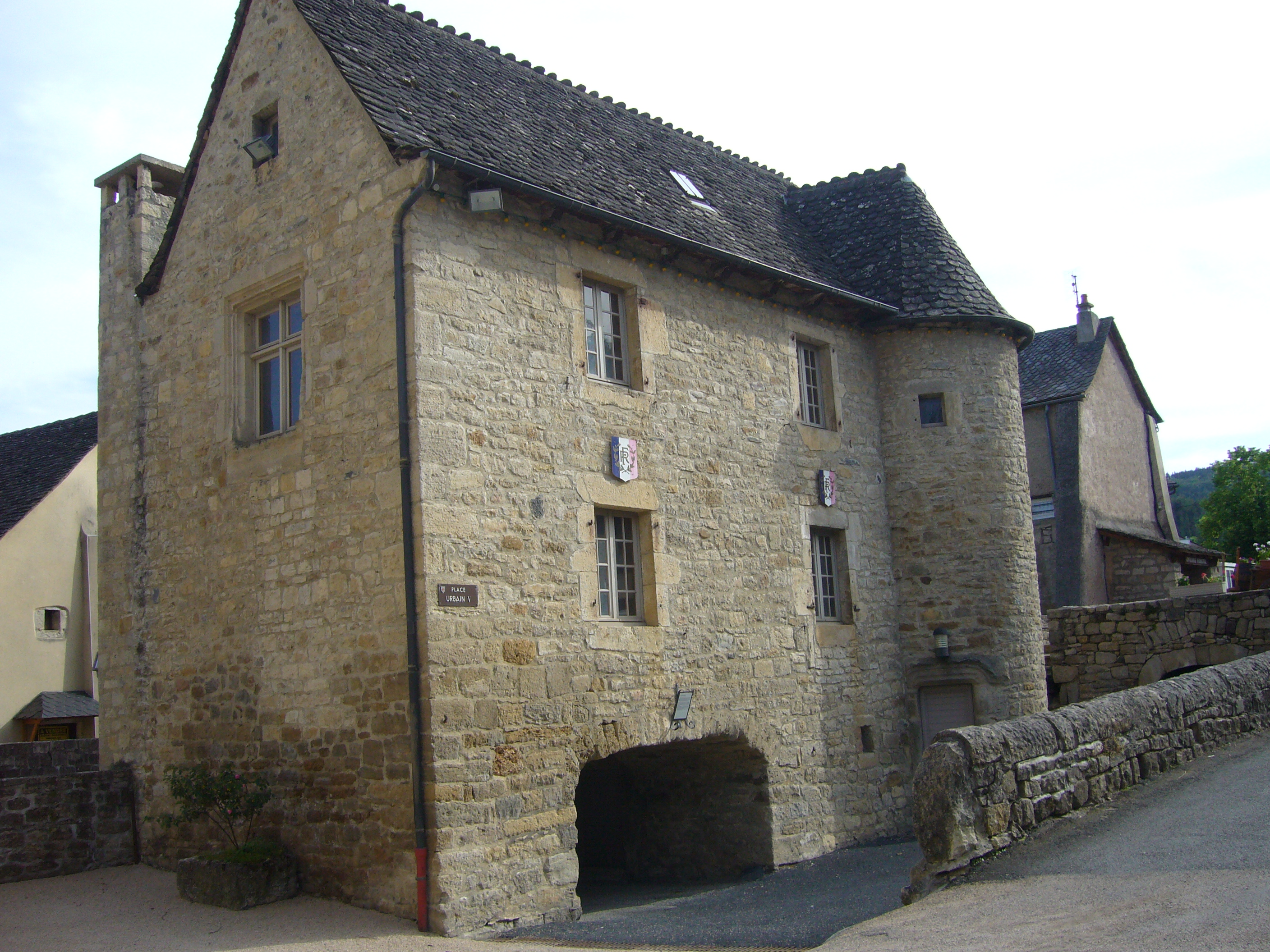
科拉涅河畔堡市政厅

科拉涅河畔堡的现任市长为利昂内尔·布尼奥尔先生（Lionel Bouniol），他是一名无党派人士，在2020年的市政选举中获得了60.95%的支持率。
在2017年的法国总统大选中，法国第25任总统埃马纽埃尔·马克龙在科拉涅河畔堡获得了65.24%的支持率。

## 人口
2017年，科拉涅河畔堡市镇人口数量为2,137，在法国排名第5,052位。其中男性1,015人，女性1,122人，75岁及以上人口占8.9%，外籍人口数量为492人，人口密度为111人/平方公里，当地居民被称为（女性）。2018年，科拉涅河畔堡境内出生25人，死亡人口22人。
| 年份   | 2013  | 2014  | 2015  | 2016  | 2017  |
| ------ | ----- | ----- | ----- | ----- | ----- |
| 人口數 | 2,115 | 2,136 | 2,154 | 2,169 | 2,137 |

## 经济
科拉涅河畔堡是一个区域性的中心城市，农业、机械和社会服务是当地的主要就业类型。

## 财政收入
2018年，科拉涅河畔堡的财政收入总额为1,702,090欧元，财政支出总额为1,199,440欧元，当年的债务总额为1,367,300欧元。
2015年，科拉涅河畔堡的人均收入总额为2,367欧元，其中高职人员为3,368欧元，普通职员为1,779欧元。
2017年，科拉涅河畔堡境内的青壮年（15至64岁）失业率为5.7%，当地39.9%的家庭拥有纳税资格。

## 社会事务

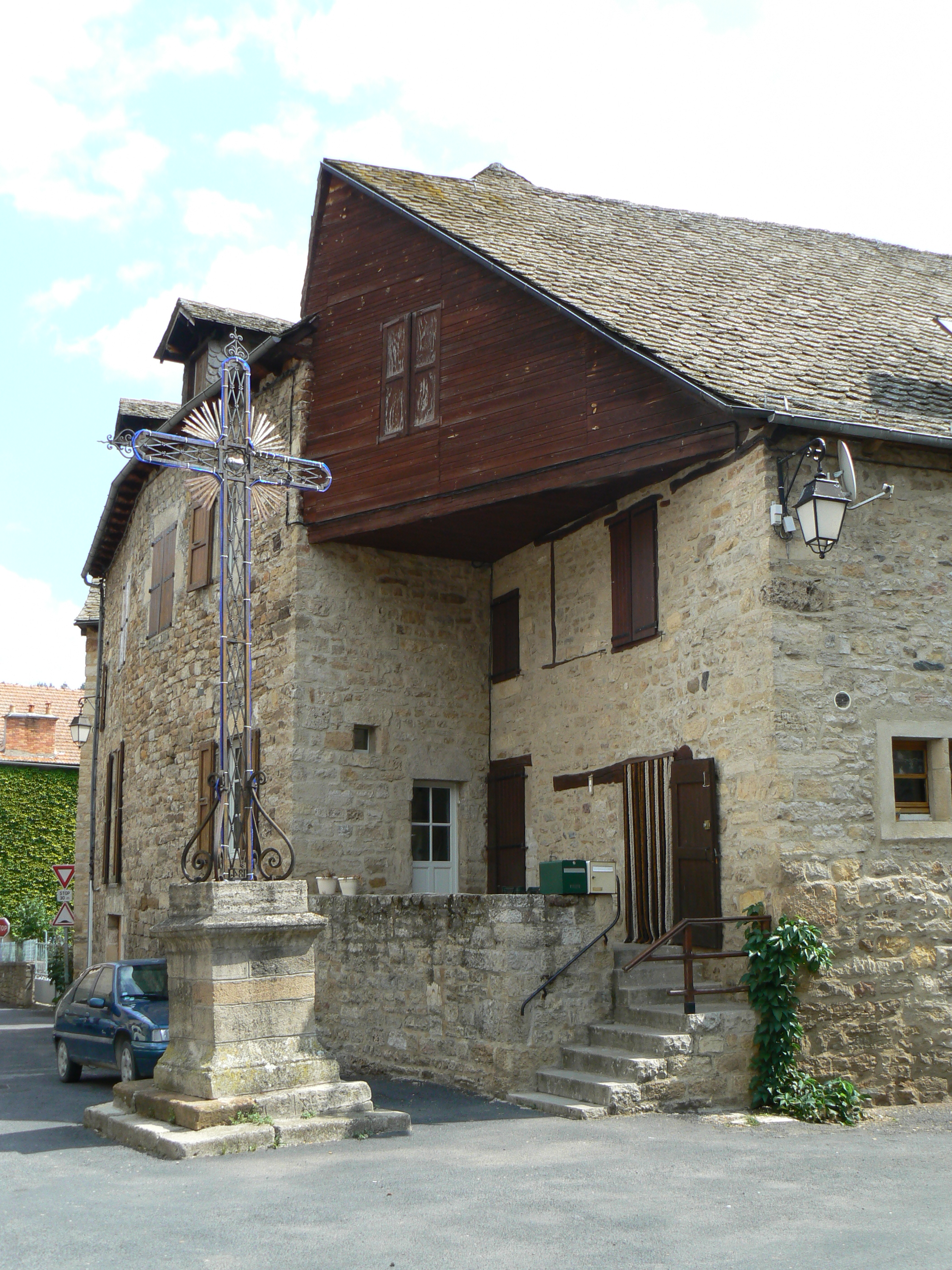
民居

### 教育
科拉涅河畔堡属于蒙彼利埃学区。截止2019年1月1日，科拉涅河畔堡境内共有3所小学。

### 医疗
截止2019年1月1日，科拉涅河畔堡境内共有保健师4名、护士3名和妇科医生1名。境内共有养老院2家和残疾人帮扶中心3家。
距离科拉涅河畔堡最近的区域性医疗机构为“马尔沃若勒就近中心医院”（Centre Hospitalier de Proximité Marvejols），其主病区位于马尔沃若勒境内，距离科拉涅河畔堡约5公里，设有床位40个，是当地规模最大的公立综合性医院。

### 住房
2017年，科拉涅河畔堡境内共有各类住房1,109套，其中88.5%为独立式居民区，11.5%为集中式居民区。常住房屋占科拉涅河畔堡市镇范围内居民建筑总量的78.7%。

### 商业
2018年，科拉涅河畔堡境内共有各类商铺90家，其中餐饮服务类29家。相邻的马尔沃若勒境内建有开放式商业街区。

### 体育
2019年，科拉涅河畔堡境内共有1处网球场、1处马术场以及2处足球或橄榄球场。
希拉克-勒莫纳斯捷前进体育俱乐部（Entente sportive Chirac-Le Monastier）是当地的一支足球队，2020至2021赛季参加省级足球联赛。

### 环境
科拉涅河畔堡的环境事务由其所属的公共社区负责。2018年，科拉涅河畔堡境内暂无污染企业。

### 治安
2014年，科拉涅河畔堡及附近地区共发生各类案件1,105起，其中盗窃类案件565起，经济类案件128起，毒品交易类案件144起。

## 文化
2019年，科拉涅河畔堡境内暂无文化设施。

### 建筑
科拉涅河畔堡境内有多处法国国家文物保护单位，其中希拉克圣罗曼教堂、希拉克圣索沃尔修道院等为当地的代表性建筑物。

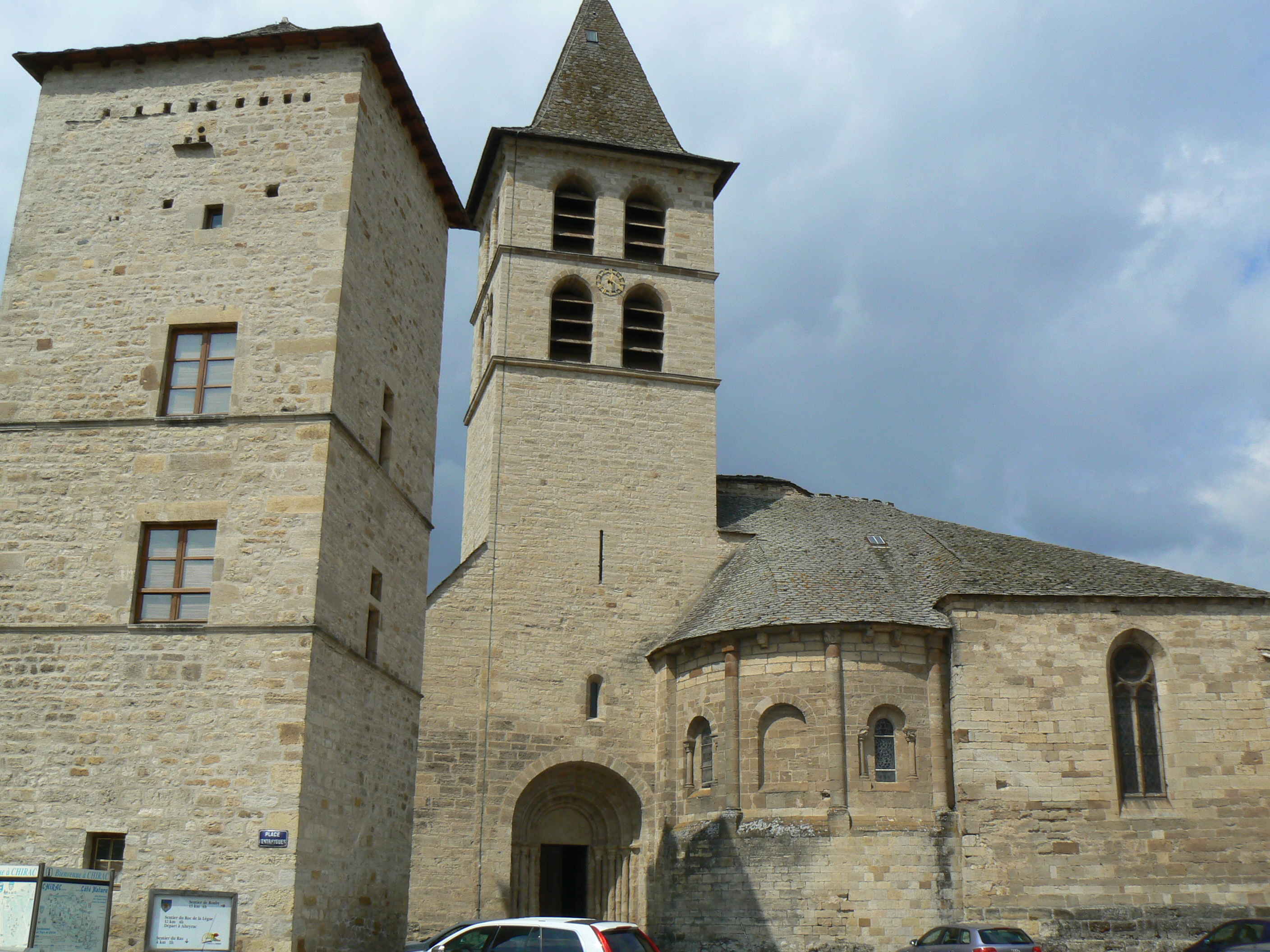
圣罗曼教堂（法语：Église Saint-Romain de Chirac）
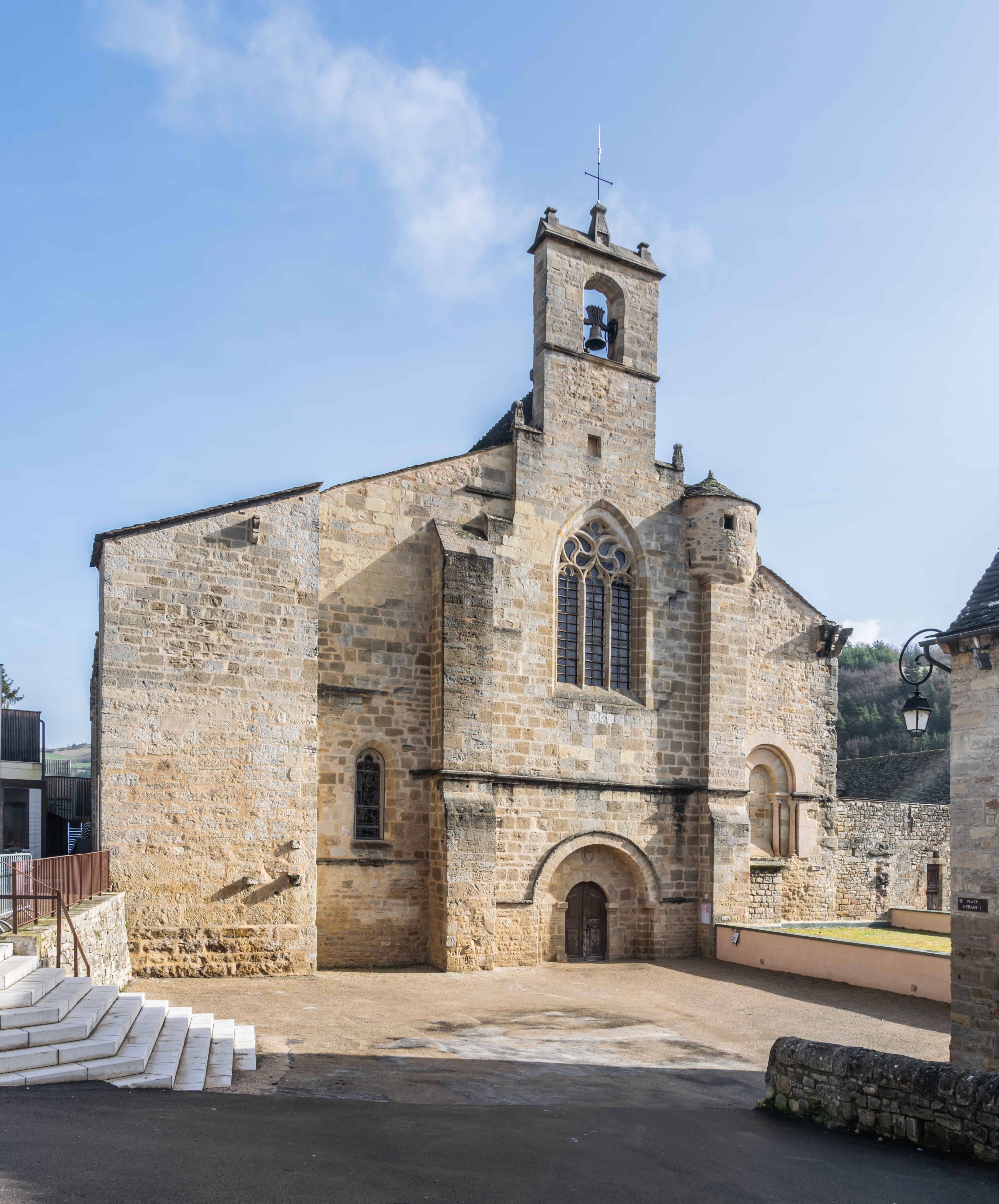
圣索沃尔修道院（法语：Monastère Saint-Sauveur-de-Chirac）
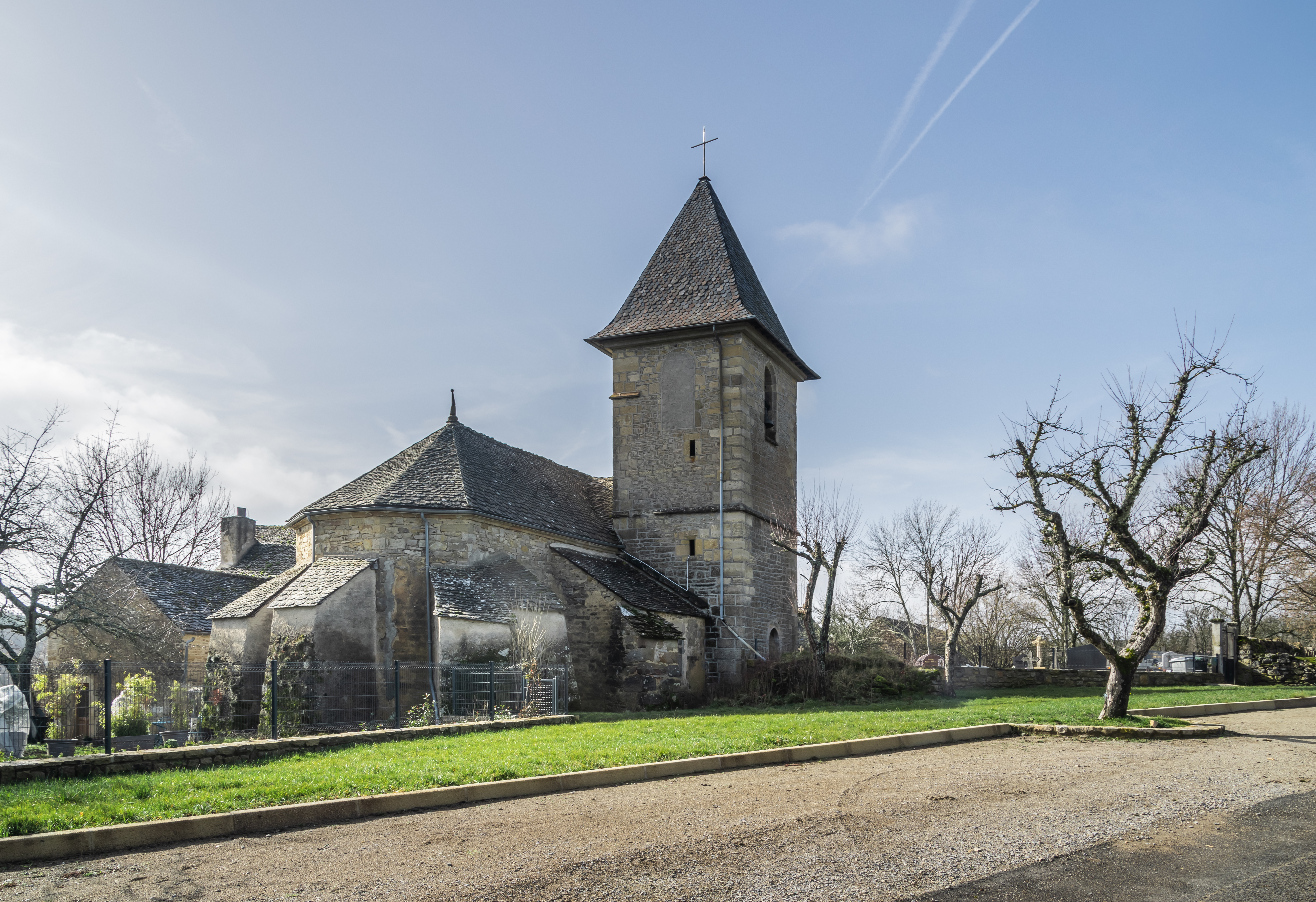
勒潘圣尼古拉教堂（法语：Église Saint-Nicolas du Pin）
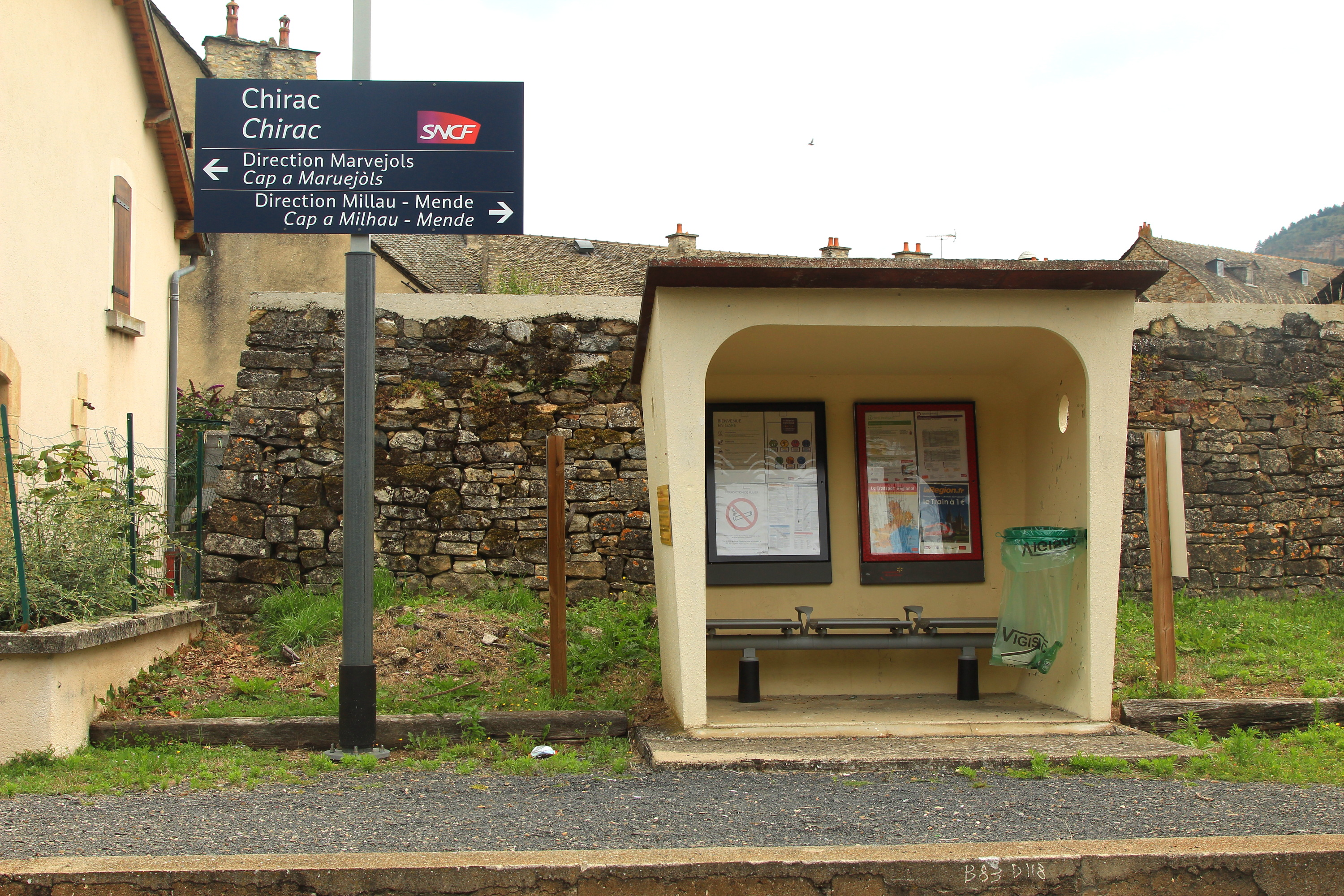
希拉克火车站的候车亭

### 旅游
科拉涅河畔堡的旅游事务由其所属的公共社区负责。2020年，科拉涅河畔堡境内共有2个露营地，可容纳共90辆露营车。

### 媒体
法国主要的媒体均可在科拉涅河畔堡接收，法国电视三台下属的奥克西塔尼大区频道在部分时段播出科拉涅河畔堡所属区域的地方新闻。

## 友好城市
截至2020年11月，科拉涅河畔堡暂无建立任何友好城市关系。